# Achille Argentino
Achille Argentino (Sant'Angelo dei Lombardi, 1º dicembre 1821 – Nizza Monferrato, 8 gennaio 1903) è stato un patriota e politico italiano.

## Biografia
Fervente patriota negli anni 1848 e 1849 fu incarcerato, riparò in esilio, e partecipò con Giuseppe Garibaldi alla spedizione dei Mille. Eletto deputato nel collegio di Melfi, aderì alla maggioranza cavouriana e si occupò particolarmente del Mezzogiorno.
Fece parte della Commissione istituita nel dicembre 1861, per redigere il primo elenco dei Mille che sbarcarono a Marsala l'11 maggio 1860. La Commissione era composta dai generali: Vincenzo Giordano Orsini, Francesco Stocco, Giovanni Acerbi, i colonnelli; Giuseppe Dezza, Guglielmo Cenni e Benedetto Cairoli, Giorgio Manin, i maggiori; Luigi Miceli e Antonio Della Palù, i maggiori; Giulio Emanuele De Cretsckmann, Francesco Raffaele Curzio e Davide Cesare Uziel, il capitano; Salvatore Calvino. La Commissione rilasciò le autorizzazioni a fregiarsi della medaglia decretata dal Consiglio civico di Palermo il 21 giugno 1860 per gli sbarcati a Marsala. Un altro Giurì d'onore riesaminò i titoli dei componenti la spedizione e il Ministero della Guerra pubblicò un nuovo Elenco dei Mille di Marsala, nel bollettino n.21, nell'anno 1864, in base al quale furono concesse le pensioni.